# Rapala coreacola
Rapala coreacola är en fjärilsart som beskrevs av Matsumura 1929. Rapala coreacola ingår i släktet Rapala och familjen juvelvingar. Inga underarter finns listade.